# Francisco Gento
Francisco ("Paco") Gento López (Guarnizo, 21 oktober 1933  – Madrid, 18 januari 2022) was een Spaans voetballer, die grote successen behaalde als speler van Real Madrid. Hij was van 2016 tot zijn overlijden in 2022 erevoorzitter van de Madrileense club. Het clubicoon volgde daarmee de eerder overleden Alfredo Di Stéfano op. Na zijn voetballoopbaan richtte Gento zich op het trainersvak.
Gento debuteerde in de Primera División in het seizoen 1952/1953 bij Racing Santander. Het volgende jaar vertrok hij naar Real Madrid, waar hij onder rugnummer 11 een clublegende zou worden. De razendsnelle linksbuiten kreeg de bijnaam "El Supersonico" en "la galerna del cantábrico". Hij had een grote balvaardigheid en voor iemand die geen centrumspits was een hoog scorend vermogen: in 601 wedstrijden voor Real maakte hij 182 doelpunten.
Gento won met Madrid de Europacup I zesmaal (een record), in 1956, 1957, 1958, 1959, 1960 en 1966. Zijn record van acht finales werd in 2007 geëvenaard door Paolo Maldini. Ook werd hij twaalf keer kampioen van Spanje. Hij kwam 43 keer uit voor het Spaans voetbalelftal en scoorde daarin vijfmaal.
Na zijn afscheid in 1971 trainde hij een aantal kleinere clubs. Daarna werd hij ambassadeur van Real Madrid.

## Overlijden
Gento overleed in januari 2022 op 88-jarige leeftijd.

## Erelijst
Als speler
- La Liga (12): 1953/54, 1954/55, 1956/57, 1957/58, 1960/61, 1961/62, 1962/63, 1963/64, 1964/65, 1966/67, 1967/68, 1968/69
- Copa de El Generalísimo (2): 1961/62, 1969/70
- Europacup I (6): 1955/56, 1956/57, 1957/58, 1958/59, 1959/60, 1965/66
- Wereldbeker voor clubteams (1): 1960
- Kleine Wereldbeker: 1956
- Copa Latina (2): 1955, 1957

Individueel
- World Soccer World XI: 1960, 1961, 1962
- Golden Foot Legend Award: 2004
- World Soccer: De 100 Grootste Voetballers Aller Tijden
- IFFHS Beste voetballers van de 20e eeuw

Records
- Meeste La Liga-titels: 12
- Meeste Europacup I-titels: 6 (gedeeld met Toni Kroos, Nacho, Luka Modrić, en Daniel Carvajal)